# Lang
För andra betydelser, se Lang (olika betydelser).
Lang är den grupp av trådar som vid varpning vänder över skälpinnarna i varpställningen och därmed bildar en ögla över pinnen efter att skälet skapats. Antalet lang att varpa beror således på antal trådar man varpar med. Trådbyte kan ske såväl vid skälpinnarna som vid den övre pinnen. Som regel eftersträvas att man har samma antal trådar i varje lang, men beroende på tillgång till garnrullar och antalet färgbyten kan undantag behöva göras, men det blir då svårare att kontrollera att man varpat rätt antal trådar. 